# Faluház (Óbuda)
A Faluház  Magyarország legnagyobb lakóépülete Budapest III. kerületében. A panelház 886 lakásában megközelítőleg 3 ezren élnek. Kialakítását tekintve szalagház.

## Elhelyezkedése
A Faluház Budapesten, azon belül is Óbuda belvárosában, a Flórián tér nyugati oldalán, az Árpád hídtól alig egy kilométerre található. Különálló háztömböt alkot, amelyet keletről a Szőlő utca, nyugatról a Solymár utca és a Föld utca, délről a Kiscelli utca, északról a Vörösvári út határol. A lépcsőházak bejáratai a Szőlő utca, a Föld utca és a Solymár utca felől nyílnak.

## Leírása
Az épület 315 méter hosszú, 15 lépcsőházas, mindegyik saját házszámmal rendelkezik. (Szőlő utca 66–94.) A földszint felett tíz emeletes, a lakások alapterülete összesen 43 500 m².
A kialakítását tekintve tipikus panelházban a földszinten a garázsok mellett kisvállalkozások, üzletek sorakoznak, amelyeket oszlopok és keskeny folyosó választ el az utcától. Felettük helyezkedik el a közművek csöveit és vezetékeit rejtő, szintén monolit vasbeton vázból készült gépészeti szint, az előre gyártott vasbeton elemekből felhúzott további szintek tartalmazzák a lakásokat. Erkélyek helyett loggiákat alakítottak ki a lakások számára, amivel az épület homlokzata teljesen sík lett. Ez csak a Szőlő utca 74-nél törik meg, ahol az épület egy panelnyi raszterrel elmozdul a Flórián tér irányába, hogy követni tudja az utca vonalát.
Az épület földszintjén a lépcsőházaknál keresztben szabad átjárást biztosítottak a keleti és a nyugati oldal között. Ez a gyalogos közlekedés segítésén túl, a konyhák világítóaknákon keresztüli és a a hosszú épület két oldala közötti szélnyomás kiegyenlítésével a közvetlen parkosított környezet szellőzését egyaránt szolgálja.

## Története
Mező Lajos és Hollai György, a Lakó- és Kommunális Épületeket Tervező Vállalat két mérnökének tervei alapján épült 1970-ben. Ebben az időszakban Óbuda központja alapvető változáson ment keresztül. Komplett régi, elavult, jellemzően komfort nélküli földszintes házsorokat bontottak el, hogy a helyükre lakótelepeket emeljenek. Elsőként a helyi hajógyári és textilipari munkások költözhettek be 1971-ben.

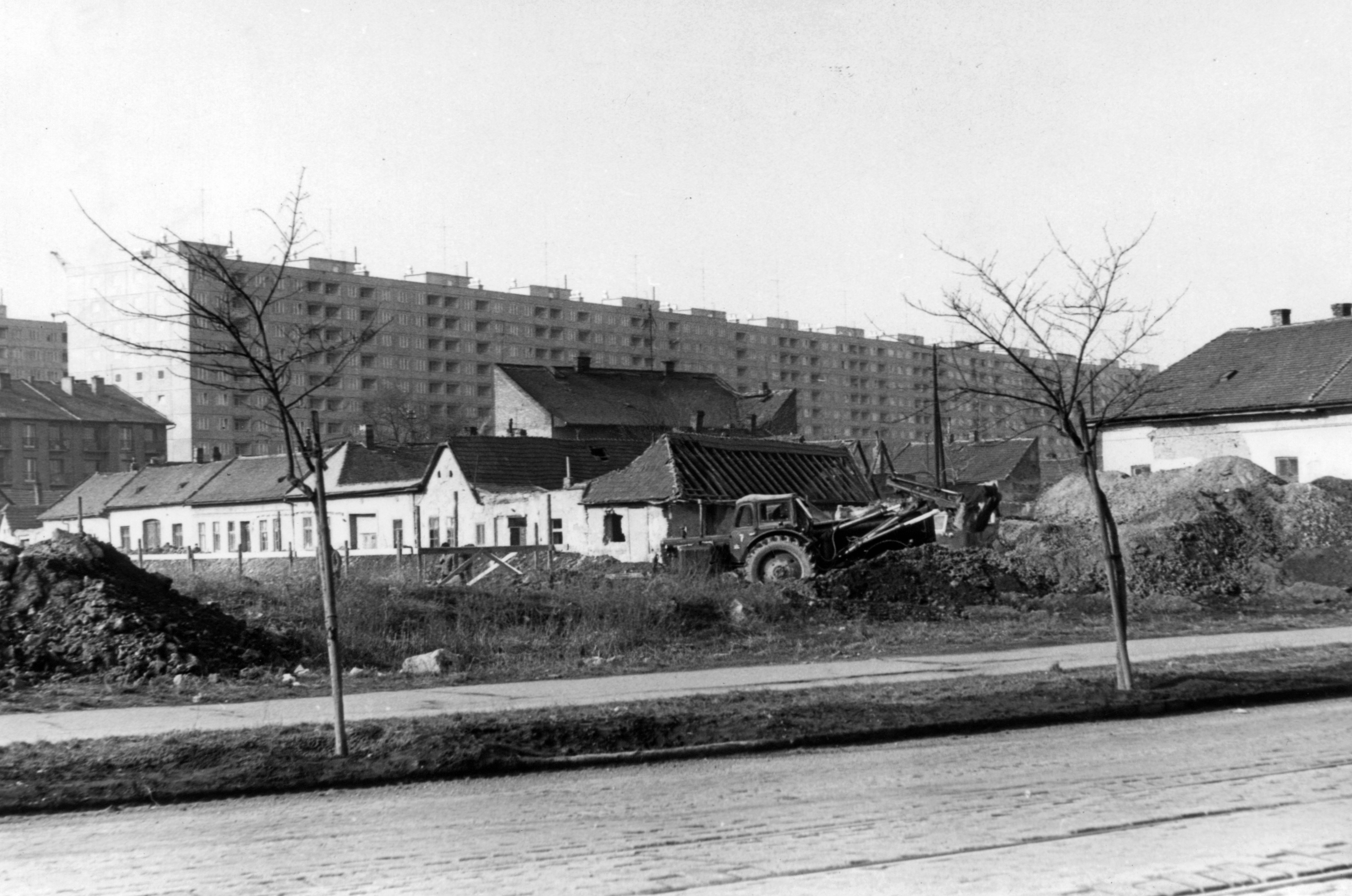
Előtérben a bontás alatt álló régi épületek, háttérben az új Faluház 1972-ben

Az eredetileg 50-60 évre tervezett tömböt a 2000-es évek elején kezdték el felújítani és korszerűsíteni, hogy annak élettartamát meghosszabbítsák. 
(A tervezett élethossza nem a tartószerkezet tönkremenetelét, teljes fizikai elavulását, hanem a felülvizsgálati és felújítási ciklust jelenti - jellemzően az épületgépészeti rendszerek, tetőszigetelés, nyílászárók, homlokzati javítások és hőszigetelés.)
2003-ban történt meg a felújítás első lépése, amelynek eredményeképpen a lakások hőmérséklete egyedileg szabályozható lett. Hat évvel később az addig szürke színű épületet egy mintaprojekt keretében 2009 júliusa és decembere között kívül és belül egyaránt növelték az energiahatékonyságát. Ennek részeként a homlokzata korszerű, tíz centiméter vastag külső hőszigetelést kapott, elavult nyílászáróit kicserélték, a homlokzatot borító új külső szigetelést pedig pixeles mintázatban fehérre, zöldre és kékre festették. (Az esztétikus színezéshez az ihletet állítólag egy szőlőről készült fénykép adta.) Az épület tetejére összesen 1138 megawattóra/év teljesítményű napkollektort szereltek fel, mintegy 1500 négyzetméteren, amivel a ház meleg víz előállításához szükséges energiaigényét teljes egészében kiváltották az elektromos hálózatból. Az 1,2 milliárd forintos felújítási költségből a lakossági önrész 27 százalékot tett ki, a fennmaradó hányadot 40 százalékban a III. kerületi önkormányzat, illetve 33 százalékban a panelprogram (azaz azon keresztül az állami költségvetés) finanszírozta meg. Ehhez az Európai Uniótól is nyertek még egymillió eurós támogatást. A munkálatok befejezését követően a fűtési költségek a felére, a melegvíz előállításának költsége pedig a kétharmadára csökkent. A beruházás a lakók szempontjából mintegy három év alatt térült meg.
Felmerültek ötletek ennél nagyobb szalagházak építésére is a korban, azok végül a szakmai viták lezárulta után a tervezőirodák rajtáraiban maradtak. A 884 lakást tartalmazó Faluház 1970-es megépítése óta Magyarország legnagyobb lakóépülete, nevét a benne élő "egy falunyi" (több, mint 3000) ember után kapta. Különleges mivoltából adódóan egyike azon kevés nem újépítésű társasháznak, amelynek saját honlapja is van, elsősorban a lakók kényelmére, társasházi ügyeik intézésére.